# Swedish Open 1960
Die Swedish Open 1960 im Badminton fanden Anfang 1960 in Stockholm statt. Die Finalspiele wurden am 11. Januar 1960 ausgetragen. Im Halbfinale hatte der Malaysier Lee Kin Tat den Schweden Bertil Glans mit 15:11 und 15:9 ausgeschaltet, unterlag dann im Finale aber dem nächsten Schweden. Im Herrendoppel unterlagen Lee Kin Tat und Nils Jonson im Halbfinale gegen Berndt Dahlberg und Bertil Glans mit 15:10, 6:15, 1:15.

## Finalergebnisse
| Disziplin    | Sieger                          | Finalist                        | Ergebnis          |
| ------------ | ------------------------------- | ------------------------------- | ----------------- |
| Herreneinzel | Berndt Dahlberg                 | Lee Kin Tat                     | 15:4, 17:14       |
| Dameneinzel  | Eva Pettersson                  | Berit Olsson                    | 6:11, 11:9, 12:10 |
| Herrendoppel | Finn Kobberø Poul-Erik Nielsen  | Berndt Dahlberg Bertil Glans    | 15:4, 15:4        |
| Damendoppel  | Ingrid Dahlberg Berit Olsson    | Lizzia Bergren Jane Lundgren    | 15:3, 15:4        |
| Mixed        | Poul-Erik Nielsen Bodil Sterner | Berndt Dahlberg Ingrid Dahlberg | 15:9, 15:12       |